# Закон Авогадро
Зако́н Авога́дро — закон, согласно которому в равных объёмах различных газов, взятых при одинаковых температурах и давлениях, содержится одно и то же количество молекул. В виде гипотезы был сформулирован в 1811 году Амедео Авогадро, профессором физики в Турине. Гипотеза была подтверждена многочисленными экспериментальными исследованиями и поэтому стала называться законом Авогадро, став впоследствии (через 50 лет, после съезда химиков в Карлсруэ) количественной основой современной химии (стехиометрии). Закон Авогадро точно выполняется для идеального газа, а для реальных газов он является тем более точным, чем газ более разрежённый.

## История
Первые количественные исследования реакций между газами принадлежат французскому учёному Гей-Люссаку. Он является автором законов о тепловом расширении газов и закона объёмных отношений. Эти законы были теоретически объяснены в 1811 году итальянским физиком Амедео Авогадро.
Примечательным является тот факт, что при жизни открытие Авогадро осталось незамеченным из-за критики со стороны авторитетных химиков той эпохи — Йёнса Якоба Берцелиуса и Джона Дальтона, которые отрицали возможность существования двухатомных молекул простых веществ. И только в 1858 году работа Авогадро была случайно обнаружена итальянским химиком Станислао Канниццаро и обнародована в 1860 году на Первом международном химическом конгрессе химиков в Карлсруэ (Германия).

## Следствия закона
Первое следствие из закона Авогадро: один моль (одинаковое количество молей) любого газа при одинаковых — изобарных и изотермических — условиях занимает одинаковый объём.
Согласно закону Авогадро, одно и то же количество молекул любого газа занимает при одинаковых условиях один и тот же объём. С другой стороны, 1 моль любого вещества содержит (по определению) одинаковое количество частиц (например, молекул). Отсюда следует, что при определённых температуре и давлении 1 моль любого вещества в газообразном состоянии занимает один и тот же объём.
В частности, при стандартных условиях, то есть при температуре T = 273,15 К (0 °C) и давлении P = 101 325 Па, объём 1 моля идеального газа равен 22,413 969 54… л. Эту физическую константу называют стандартным молярным объёмом идеального газа и обозначают Vm. Найти молярный объём при других температуре и давлении можно с помощью уравнения Клапейрона:
{\displaystyle V_{\rm {m}}={\frac {RT}{P}}}, где R = 8,314 462 618 153 24 (точно) Дж/(моль·К) — универсальная газовая постоянная.
Второе следствие из закона Авогадро: молярная масса первого газа равна произведению молярной массы второго газа на относительную плотность первого газа ко второму.
Это положение имело важное значение для развития химии, так как оно даёт возможность определять молекулярную массу веществ, способных переходить в газообразное или парообразное состояние (см. Атомно-молекулярное учение). Если через μ обозначить молекулярную массу вещества и через ρ′ — его относительную плотность в газообразном состоянии, то отношение μ / ρ′ должно быть постоянным для всех веществ. Опыт показал, что для всех изученных веществ, переходящих в газообразное состояние без разложения, эта постоянная равна 28,9 а.е.м. (атомных единицы массы), если при определении относительную плотность исходить из плотности воздуха; но эта постоянная будет равняться 2 а.е.м., если принять за единицу плотность водорода. Обозначив эту постоянную, или, что то же, общее для всех газов отношение молекулярной массы к относительной плотности через С, мы из формулы имеем с другой стороны μ′ = ρ′C. Так как относительная плотность ρ′ газа определяется легко, то, подставив её значение в формулу, можно вывести и неизвестную молекулярную массу данного вещества.

## Пример использования закона Авогадро
Элементный анализ одного из углеводородов, выполненный А. М. Бутлеровым, указывал, что отношение атомного содержания углерода к водороду составляет в нём 1 к 2, а потому его относительный состав может быть выражен формулой СН2 или C2H4, C4H8 и вообще (СН2)n. Молекулярная масса этого углеводорода определяется, следуя закону Авогадро, из плотности его пара, которая оказалась в 5,85 раз больше плотности воздуха; отсюда молекулярная масса этого вещества равна ρ′C = 5,85 · 28,9 а.е.м. = 169,06 а.е.м. Формуле C11H22 отвечает молекулярная масса 154 а.е.м., формуле C12H24 — 168 а.е.м., а C13H26 — 182 а.е.м. Формула C12H24 (циклододекан) близко отвечает наблюдаемой величине, а потому она и должна выражать собой состав молекулы исследуемого углеводорода (CH2)n.